# 平潭島

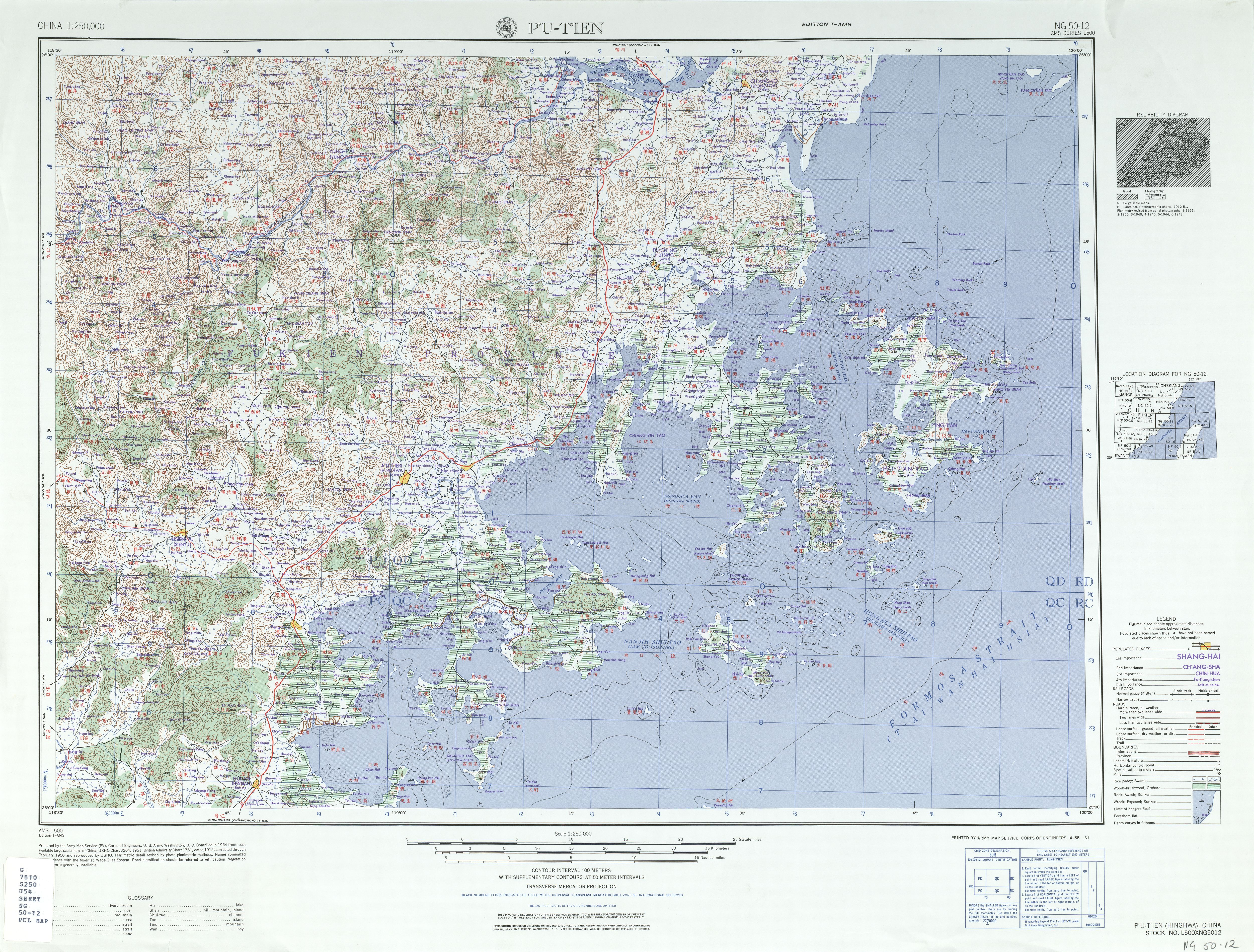
平潭島 (P'ING-T'AN 平潭 と表示されている) (1954)

平潭島（へいたんとう、ピンタンとう、英語: Pingtan Island）、別名、海壇島（かいだんとう、ハイタンとう、英語: Haitan Island）は、中国福建省福州市の東海岸沖、閩江の三角江の南側に位置する島。福建省では最大の島であり、中国の島としては5番目に大きい。

## 地理
平潭島は、行政区画の上では、周辺の多数の小島や本土側の一部とともに平潭県を構成している。平潭県に属する町のほとんどは、行政上の中心地である潭城鎮も含め、平潭島にある。島の海岸部の大部分では、埋立地の造成が進められており、大規模な建物やインフラ整備の計画も進んでいる。島に砂浜、陸繋砂州、砂丘や風化作用に由来する地形があり、1994年に中華人民共和国国家重点風景名勝区に認定された。

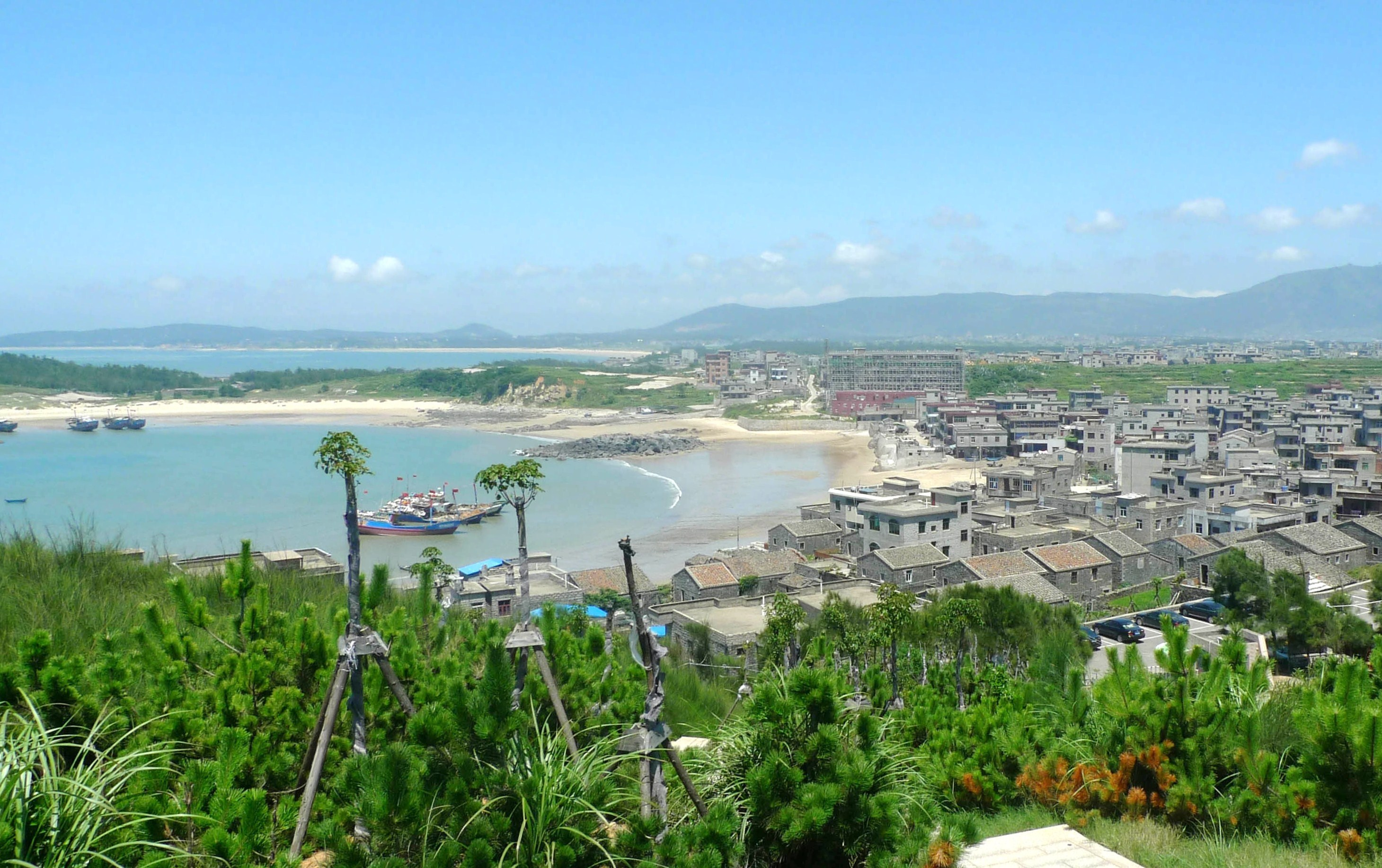
平潭ビーチ

平潭島は、海壇海峡を挟んで中国本土と隔てられている。島に近い本土の大部分は、県級市である福清市に属しており、地級市である福州市の一部となっている。
平潭島は、台湾海峡を挟んで台湾と隔てられている。2010年に平潭島と本土を結ぶ橋が完成しているので、平潭島は中国本土で台湾に最も近い場所と見做すことも可能である。
台湾側の台北市や台中市とは、フェリー航路で結ばれている。（台北港#台北港客船埠頭を参照）
現下の国際的合意によれば、平潭島の南端が、東シナ海と南シナ海の境界となっている。国際水路機関 (IHO) の『大洋と海の境界 (Limits of Oceans and Seas)』の現時点では未採択の改定草案は、島の北端 (Cape Xiang) を東シナ海と台湾海峡の境界とし、南シナ海の北端を台湾海峡の南端まで南下させることを提案している。

## 世界遺産への申請
当地は、2001年に、国際連合教育科学文化機関 (UNESCO) の世界遺産の暫定リストに、複合遺産「海壇風景区 (Haitan Scenic Spots)」として登録された。

## 経済
平潭島は観光に大きく依存しており、海外から投資を呼び込むことによる経済成長に期待を寄せている。海壇海峡に最初の橋が完成したのは2010年11月で、島と本土側の福清が結ばれた。全長4,976メートルの架橋には14億人民元（およそ2億USドル）が投じられた。
福州と平潭を、福州市長楽区を経由し多数の鉄橋を経て結ぶ全長 88.5km の鉄道、福平線の建設が2012年11月に承認され、2013年10月に着工した。2019年9月25日には時速200キロの列車が複線走行可能な強度をもつ平潭海峡大橋が開通し、2020年12月に正式開通した。
2012年はじめに、大規模なクラウドコンピューティングの拠点が平潭に設けられることが発表された。

## 文化
平潭島では、4万㎡の面積となる平潭美術館が建設中である。この美術館の設計は中国とアメリカ合衆国に活動拠点を置くMADスタジオであり、人工島の上に2016年に竣工する予定であったが、2020年6月時点で該当する場所は更地のままになっている。